# Трансивер UW3DI
Трансивер UW3DI — радиолюбительский коротковолновый трансивер, созданный московским радиолюбителем Юрием Кудрявцевым (радиолюбительский позывной UW3DI) в 1968 году. Одна из самых популярных в СССР конструкций среди самодельной аппаратуры радиосвязи.

## История
Первый ламповый вариант трансивера экспонировался на всесоюзной выставке творчества радиолюбителей-конструкторов ДОСААФ в 1969 году, занял первое место в разделе аппаратуры для радиоспорта. Его подробное описание было опубликовано в майском и июньском номерах журнала «Радио» за 1970 год. Впоследствии автором был создан второй вариант — лампово-полупроводниковый (главный приз 25-й выставки творчества радиолюбителей-конструкторов), который также был описан в журнале «Радио» в 1974 году. В обиходе их принято называть UW3DI-1 и UW3DI-2 соответственно (сам автор не присваивал своим конструкциям никаких названий или индексов; радиолюбительские разработки традиционно принято называть по позывным их авторов).
Оба варианта трансивера UW3DI пользовались большой популярностью среди советских радиолюбителей. Фактически это была первая конструкция такого класса, пригодная для повторения радиолюбителем средней квалификации. По схеме UW3DI были изготовлены тысячи трансиверов в СССР, Болгарии, Польше и других странах, часто с различными вариациями и усовершенствованиями. В 1970-е — 1980-е годы до трех четвертей советских любительских станций были оборудованы трансивером Кудрявцева в том или ином варианте. Некоторое их количество до сих пор находится в эксплуатации.
Трансивер UW3DI изготавливали дома, в радиокружках, секциях, даже в промышленных условиях — подпольно. Аппарат был рассчитан на применение деталей (кварцевых резонаторов, блоков КПЕ, электромеханических фильтров), которые можно было добыть из списанной военной радиоаппаратуры через систему радиоклубов ДОСААФ. Кварцы подбирались из комплекта авиационной радиостанции РСИУ-3, счетверенный блок конденсаторов переменной ёмкости — от полевой рации Р-105Д, верньер — от приемников Р-311, Р-313 и т. д. В конце 70-х — начале 80-х появились в продаже и промышленные наборы кварцев и ЭМФ для «DI». Мастер спорта СССР, судья Всесоюзной категории Василий Кияница (UR5RU) разработал подробную «Методику настройки UW3DI», которой воспользовались многие начинающие любители.
В 2010 г. Клуб радиолюбителей города Москвы учредил радиолюбительский диплом «UW3DI». Для его получения необходимо набрать столько очков, сколько прошло лет после первой публикации о трансивере UW3DI до момента составления заявки. Очки начисляются за двусторонние связи (или наблюдения) с московскими радиолюбителями, начиная с 25 мая 2009 года.
Интерес к конструкции Кудрявцева отмечается и в XXI в. Так, в январе 2012 года болгарский коротковолновик Бисер Билчев (LZ2BMB) сообщил, что приступил к постройке UW3DI-1 «с нуля», в апреле трансивер уже работал; в 2013 году UW3DI-1 строил турецкий радиолюбитель Yüksel Mert (TA1EH), некоторые радиолюбители до сих пор строят трансиверы по этой легендарной схеме, обсуждения ведутся в профильном форуме 

## Технические характеристики
- Режимы работы: радиотелеграф (CW), радиотелефон (SSB).
- Диапазоны частот перекрывают любительские КВ диапазоны 3,5; 7; 14; 21 и 28 МГц (последний разбит на два поддиапазона).
- Мощность, подводимая к выходному каскаду передатчика — 100 Вт (первый вариант), 60 Вт (второй вариант).
- Приемная часть — супергетеродин с двойным преобразованием частоты, с переменной первой и фиксированной второй ПЧ.
- Чувствительность приемника при отношении сигнал/шум 10 дБ и полосе пропускания 3 кГц — не хуже 0,5 мкВ.
- Для формирования однополосного сигнала применен электромеханический фильтр.
- Имеется система автоматического переключения прием-передача (VOX-antiVOX).

Оба варианта построены по одинаковой структурной схеме. Общими для приемного и передающего тракта являются гетеродины, фильтры промежуточных частот и диапазонные полосовые фильтры. Лампово-полупроводниковый вариант, кроме широкого использования транзисторов, отличается от лампового наличием АРУ, S-метра (указателя силы принимаемого сигнала), самоконтроля при работе телеграфом, автоматической регулировки мощности передатчика, переключаемой полосой пропускания приемника (3 и 0,3 кГц), применением печатного монтажа.